# Corcelles-en-Beaujolais
Corcelles-en-Beaujolais is een gemeente in het Franse departement Rhône (regio Auvergne-Rhône-Alpes). De plaats maakt deel uit van het arrondissement Villefranche-sur-Saône. Corcelles-en-Beaujolais telde op 1 januari 2022 993 inwoners.

## Geografie
De oppervlakte van Corcelles-en-Beaujolais bedroeg op 1 januari 2022 9,3 vierkante kilometer; de bevolkingsdichtheid was toen 106,8 inwoners per km².

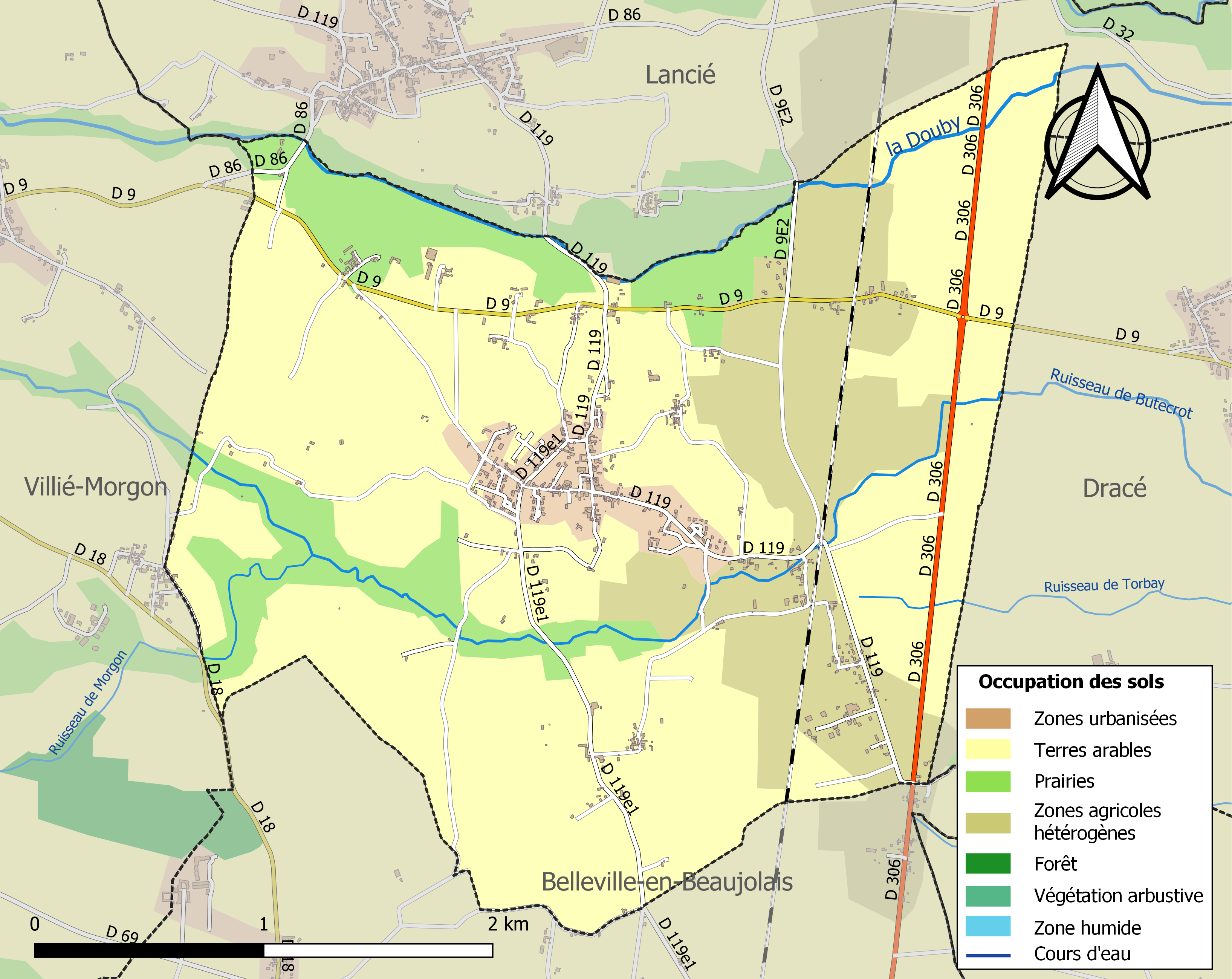
Kaart van de gemeente met de belangrijkste infrastructuur, bodemgebruik en omliggende gemeenten

## Demografie
Onderstaande figuur toont het verloop van het inwonertal (bron: INSEE-tellingen).